# Монсантівський замок
Монса́нтівський за́мок (порт. Castelo de Monsanto) — замок у Португалії, в муніципалітеті Іданя-а-Нова, парафії Монсанту і Іданя-а-Веля (колишнє Монсанту). Розташований на вершині пагорба (785 м), на правому березі річки Понсул. Споруджений у XII столітті за правління короля Афонсу І. Належав Ордену тамплієрів (з 1165) і Ордену Сантьяго (з 1172). Входив до мережі укріплень Тазької лінії, створеної тамплієрами вздовж річки для захисту північних християнських земель від маврів. Докорінно перебудований у XIII—XVI століттях. Мав багатокутне, адаптоване до рельєфу місцевості, планування; дожон, п'ять башт, дві брами. Після Реставраційної війни (1640—1668) став центром оборонних споруд містечка Монсанту. Постраждав під час війни за іспанську спадщину (1704) та Піренейської війни (1807—1810). Найстаріша частина замку зруйнована внаслідок вибуху в артилерійському льоху (1815). Занепав у XIX столітті. Національний пам'ятник (1948). Руїни замку належать муніципалітету (з 1949). Керується Інститутом управління архітектурної і археологічної спадщини.

## Історія

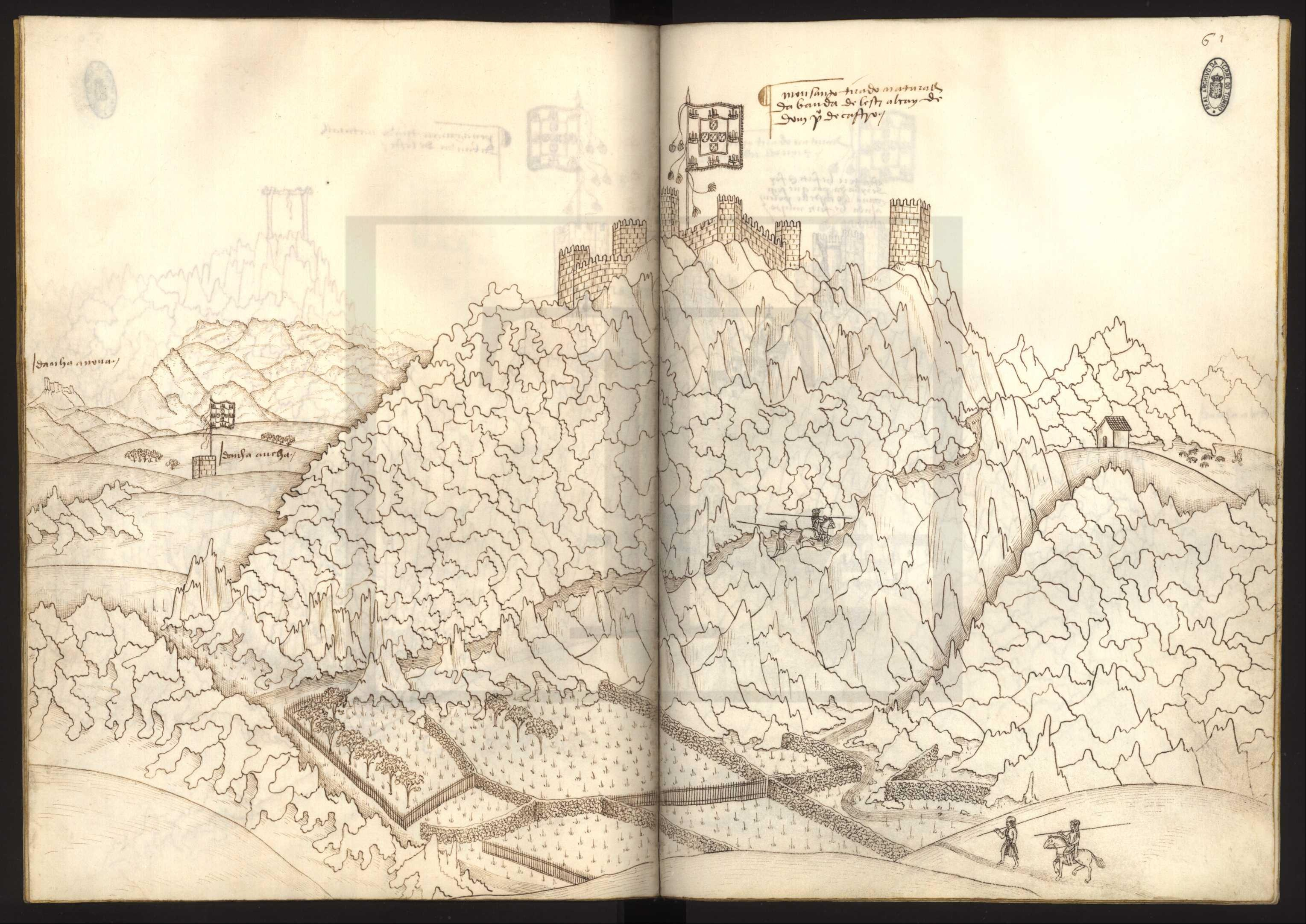
Монсантівський замок (1510, «Livro das Fortalezas»)

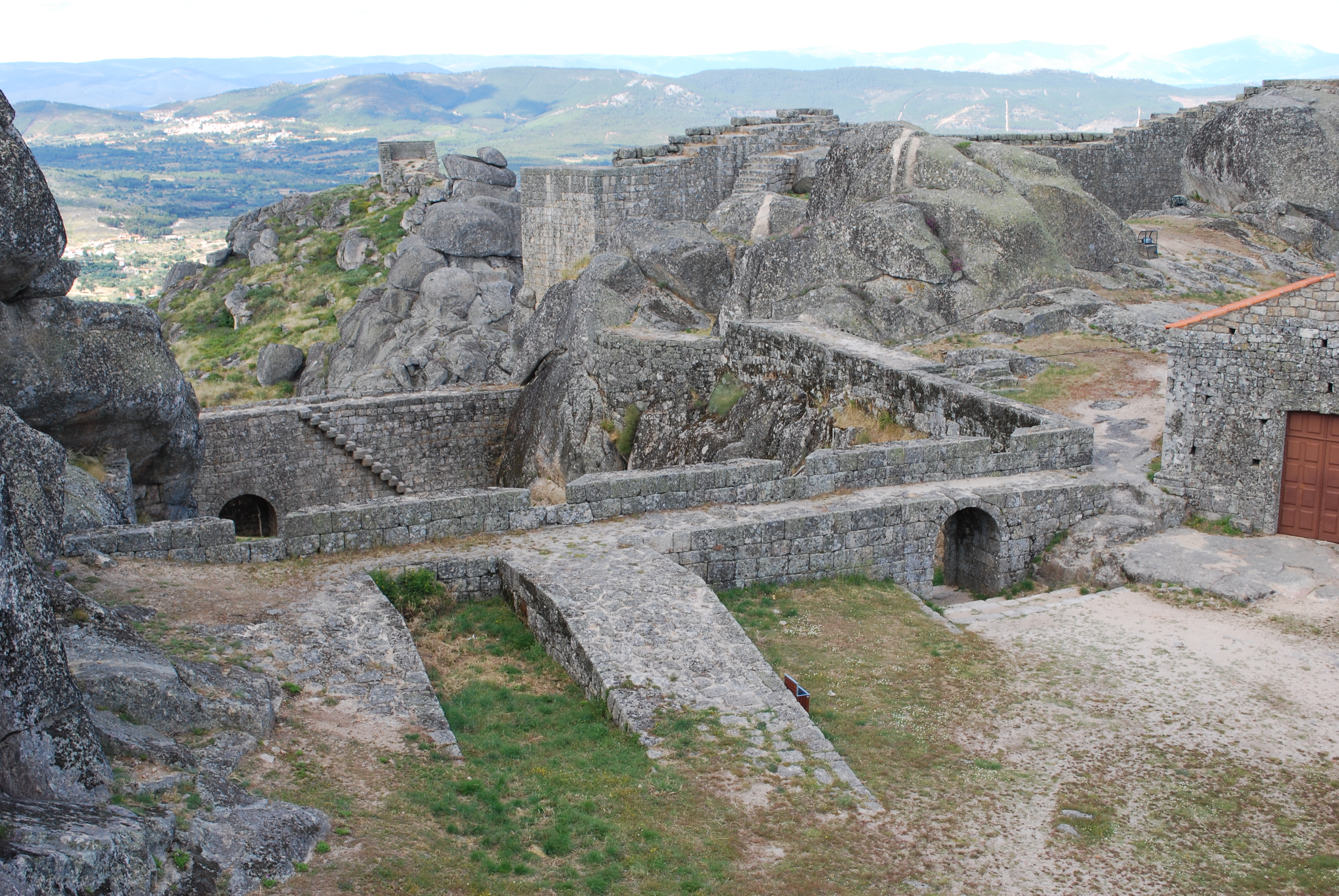
Руїни внутрішнього двору.

За легендою, попередником Монсантівського замку був римський форт, споруджений на пагорбі Монсанту в II столітті. Проте за даними археологічних досліджень на цьому пагорбі не виявлено фортифікацій античної доби. Виняток становить містечко Сан-Лоренсо, розташоване у підніжжя пагорба, де знайдено рештки поселення II—VIII століття.
Конкретна інформація про Монсантівський замок з'являється в XII столітті, за правління португальського короля Афонсу I. На той час Монсанту було окраїнним поселенням Португалії, на кордоні з християнським Леонським королівством і мусульманською Альмохадською державою. 1165 року король дарував це поселення разом із прилеглими землями магістру португальських тамплієрів Гуалдіну (Галдіно). 1171 року тамплієри побудували замок для захисту Монсанту від маврів. Ймовірно, це було укріплення в романському стилі з донжоном, подібне до Томарського замку.
1172 року, внаслідок судової тяганини, Монсантівський замок перейшов у власність Ордену Сантьяго. У XIII—XIV століттях, за правління королів Дініша та Фернанду, він набув сучасного вигляду.
Згідно з повідомленнями Фернана Лопіша, 1383 року, на початку Португальського міжкоролів'я (1383—1385), Монсантівський замок був одним з оплотів королеви-регентші Леонори та її доньки Беатріш. Проте вже через рік мешканці містечка перейшли на бік їхнього опонента, авіського магістра й майбутнього короля Жуана І.
1476 року, за правління Афонсу V, Монсантівський замок реконструювали та розширили. Було збудовано барбікан і захищено колодязь.
На початку XVI століття, у часи Мануела І, згідно з описом Дуарте де Армаша, замок мав п'ять башт, оборонні стіни з кренеляжем, дві брами й донжон.
Після Реставраційної війни 1640—1668 років Монсантівський замок перебудували, укріпивши земельними валами й артилерією. Було споруджено зовнішній мур, що оточував містечко Монсанту, ядро якого складали парафії Святого Михаїла та Святого Спасителя. Тоді ж збудували замкову каплицю Діви Марії.
На початку 1704 року, під час війни за іспанську спадщину, Монсантівський замок захопили французько-іспанські війська під командуванням Франциско Ронкілльо під час наступу на Португалію. Проте 14 червня того ж року, він повернувся під португальську юрисдикцію. Під час Піренейської війни фортеця знову переходила з рук у руки. Часті війни спричинили депопуляцію Монсанту, проте сам замок залишався важливим стратегічним пунктом у португальській Бейрі.
1813 року, після Піренейської війни, командувач Монсантівського гарнізону майор Евсебіу Фуртаду почав докорінну перебудову замку. Він планував знести усі башти, збудувати три нові артилерійські батареї біля тощо. Його починання були зведені нанівець 1815 року вибухом боєприпасів в артилерійському льоху. Внаслідок вибуху частина замку була повністю зруйнована, особливо його найдавніша тамплієрська частина.